# Georg Hillmar
Georg Otto Hillmar (10. října 1876, Berlín – 12. prosince 1911, tamtéž) byl německý sportovní gymnasta a účastník Letních olympijských her 1896 v Athénách, kde získal dvě zlaté olympijské medaile za hromadná cvičení na bradlech a na hrazdě.
Hillmar se narodil v Berlíně a byl členem oddílu Turngemeinde in Berlin. O jeho životě je známo velmi málo. Na olympiádu odjel do Athén na poslední chvíli, když se několik dní před cestou zranil Richard Gadebusch. Hillmar měl na sbalení pouhé dva dny. Zachovala se pohlednice, kterou poslal domů z Athén, na níž je podepsán jako Hilmar, zde se přidržujeme psaní dle německé verze.
Při hromadném cvičení na bradlech stála proti německému družstvu dvě družstva Řeků z Athén. Družstva musela zacvičit tříminutovou sestavu, přičemž rozhodčí hodnotili celkové provedení, náročnost cviků a jejich sladění do celku. Němci bezkonkurenčně získali zlaté medaile. Obdobné cvičení na hrazdě Řekové neobsadili vůbec a Němci získali olympijský titul prakticky zadarmo. Hillmar cvičil i na jednotlivých nářadích, vynechal pouze sestavu na kruzích, ale na další již medaili nedosáhl.
Po návratu z olympijských her byla většina účastníků německého gymnastického družstva vyloučena z nacionalistické Německé asociace gymnastiky, protože se účastnila Her ve jménu „internacionálního přátelství národů“. Zároveň se nesměli účastnit národních soutěží. O dalších Hillmarových osudech pak už není nic známo. Dlouho nebylo známo ani datum jeho úmrtí, předpokládalo se pouze, že musel skonat před rokem 1936, kdy na olympiádě byli oceněni všichni dosavadní němečtí olympijští vítězové, ale jeho jméno mezi nimi nefigurovalo.